# 高胜 (高句丽)
高胜，高句丽婴阳王时将领。
603年（高句丽嬰陽王十四年；新罗真平王二十五年、建福二十年；隋文帝仁寿三年）八月，嬰陽王派遣將軍高勝，攻打新羅北漢山城，新羅真平王率兵一萬，渡過漢水。北漢山城城中鼓噪相應，高勝认为新罗兵多高句丽兵少，众寡不敌，恐怕不能战胜，于是退兵。